# CAC Next 20
Il CAC Next 20 è l'indice azionario che comprende le 20 società quotate nella borsa di Parigi per capitalizzazione azionaria successive a quelle inserite nel CAC 40.
Alcuni indici sono composti dall'accorpamento di altri indici:
- l'insieme di CAC 40, CAC Next 20 e CAC Mid 60 compone il SBF 120 (Société des Bourses Françaises 120 Index);
- l'insieme di CAC Mid 60 e CAC Small compone il CAC Mid & Small;
- l'insieme di CAC 40, CAC Next 20, CAC Mid 60 e CAC Small compone il CAC All-Tradable, che dal 2011 ha sostituito il SBF 250.

## Aziende
| Azienda           | ISIN         | Mercato principale |
| ----------------- | ------------ | ------------------ |
| Air France-KLM    | FR0000031122 | Euronext Paris     |
| Alstom            | FR0010220475 | Euronext Paris     |
| Arkema            | FR0010313833 | Euronext Paris     |
| Bureau Veritas    | FR0006174348 | Euronext Paris     |
| Dassault Systèmes | FR0000130650 | Euronext Paris     |
| Edenred           | FR0010908533 | Euronext Paris     |
| EDF               | FR0010242511 | Euronext Paris     |
| Eiffage           | FR0000130452 | Euronext Paris     |
| Faurecia          | FR0000121147 | Euronext Paris     |
| Gecina Nom.       | FR0010040865 | Euronext Paris     |
| Gemalto           | NL0000400653 | Euronext Amsterdam |
| Hermès Intl       | FR0000052292 | Euronext Paris     |
| Iliad             | FR0004035913 | Euronext Paris     |
| Ingenico Group    | FR0000125346 | Euronext Paris     |
| Klépierre         | FR0000121964 | Euronext Paris     |
| Natixis           | FR0000120685 | Euronext Paris     |
| Scor SE           | FR0010411983 | Euronext Paris     |
| SUEZ              | FR0010613471 | Euronext Paris     |
| Teleperformance   | FR0000051807 | Euronext Paris     |
| Thales            | FR0000121329 | Euronext Paris     |